# Kiba ~Tusk of Darkness~
Kiba ~Tusk of Darkness~ é um single de Hironobu Kageyama lançado pela Lantis em 5 de outubro de 2011.

## Produção
O single contém a faixa-título e a canção "Worrier ~Yami wo Kakeru Kiba~". A primeira foi feita para o jogo pachinko de GARO. Já a segunda foi usada como encerramento do spin-off KIBA: Dark Knight Side Story. O próprio Kageyama compôs ambas e escreveu suas letras.
O arranjo da segunda faixa ficou a cargo de Kenichi Sudo, parceiro de mais de duas décadas de Kageyama. Ambos também fazem parte da TRY FORCE, banda que fundaram com Yoshichika Kuriyama, e Yohgo Kohno, da MAKE-UP.

## Recepção
O single chegou à 77ª posição na Billboard Japan. Também chegou à 88ª no Oricon Singles Chart.
Ao analisar a música, o CD Journal disse que a obra "permite que o ouvinte escute sua voz descolada e áspera que incorpora sua visão de mundo. O som é luxuoso e melancólico, o grito é solitário e a melodia machuca no coração."

## Faixas
| N.º            | Título                                                            | Letras         | Música         | Arranjo        | Duração |  |
| 1.             | "Kiba ~Tusk of Darkness~" (do jogo pachinko de GARO)              | H. Kageyama    | H. Kageyama    | Masaki Suzuki  | 3:55    |  |
| 2.             | "Worrier ~Yami wo Kakeru Kiba~" (de KIBA: Dark Knight Side Story) | H. Kageyama    | H. Kageyama    | Kenichi Sudo   | 5:00    |  |
| 3.             | "Kiba ~Tusk of Darkness~ (instrumental)"                          | instrumental   | H. Kageyama    | M. Suzuki      | 3:55    |  |
| 4.             | "Worrier ~Yami wo Kakeru Kiba~ (instrumental)"                    | instrumental   | H. Kageyama    | K. Sudo        | 4:55    |  |
| Duração total: | Duração total:                                                    | Duração total: | Duração total: | Duração total: | 17:45   |  |